# Zählmethoden für übertragbare Einzelstimmgebung
Es gibt viele verschiedene Zählmethoden für das Verfahren der übertragbaren Einzelstimmgebung.

## Stimmabgabe
Jeder Wähler ordnet Kandidaten in der Reihenfolge seiner Präferenzen.
| 1 | Andrea    |
| 3 | Bernd     |
| 2 | Christian |
| 4 | Doris     |

## Bestimmung der Quote
Die Quote ist die Anzahl von Stimmen, die ein Kandidat benötigt, um gewählt zu sein. Da es sich um einen absoluten Grenzwert und nicht um einen prozentualen Wert handelt, wird sie manchmal auch Hürde genannt. Sie berechnet sich aus den Anzahlen abgegebener gültiger Stimmen und zu besetzender Sitze. Es sind zwei verschiedene Berechnungsverfahren üblich, eine nach Hare und eine nach Droop. 
Bei der Hare-Quote wird mit großer Wahrscheinlichkeit mindestens ein Kandidat mit weniger als einer ganzen Quote gewählt, selbst wenn jeder Wähler für alle Kandidaten eine Präferenz angibt. 
Wenn jeder Wähler eine vollständige Liste seiner Präferenzen angibt, garantiert die Droop-Quote, dass jeder gewählte Kandidat die Quote erreicht und nicht bloß gewählt wird, weil er der letzte verbleibende Kandidat ist, nachdem schwächere Kandidaten ausgeschieden sind. Daher wird bevorzugt die Droop-Quote gewählt. Sie ist die kleinste Zahl, die sicherstellt, dass kein weiterer Kandidat die Quote erreichen kann, sobald genau so viele Kandidaten jeweils eine Quote an Stimmen haben wie Sitze zu besetzen sind.
Die überzähligen Stimmen eines Kandidaten werden entsprechend den nächsten verfügbaren Präferenzen auf andere Kandidaten übertragen. 
Bei Meeks Methode muss die Quote im Laufe der Auszählung neuberechnet werden.

### Hare-Quote
Als Thomas Hare seine Version der übertragbaren Einzelstimmgebung erdachte, stellte er sich die Verwendung einer einfachen Quote vor, die daher unter dem Namen Hare-Quote bekannt geworden ist:
{\displaystyle {\text{Quote}}_{\text{Hare}}={\frac {\text{Stimmen}}{\text{Sitze}}}}
Sie erfordert, dass am Ende alle abgegebenen Stimmen gleichmäßig zwischen den gewählten Kandidaten aufgeteilt sind. Der einzige Unterschied zwischen den für jeden Kandidaten erhaltenen Stimmen würde auf der Verteilung der Wähler zwischen den Wahlkreisen beruhen – Hares ursprünglicher Vorschlag sah nur einen einzigen landesweiten Wahlkreis vor – sowie der Anzahl der nicht vollständigen Stimmen, d. h. der Leute, die nicht alle Kandidaten in ihr Ranking einbezogen haben, was heißt, dass einige Kandidaten als letzte verbleibende mit weniger als der Quote gewählt wären.
Im Spezialfall nur eines zu vergebenden Sitzes müssen sämtliche Präferenzen ausgewertet werden, indem in jeder Runde der schwächste Kandidat eliminiert wird und seine Stimmen verteilt werden, bis nur noch einer übrig bleibt.

### Droop-Quote
Heutzutage wird meist die Droop-Quote verwendet. Sie wird meist folgendermaßen angegeben:
{\displaystyle {\text{Quote}}_{\text{Droop}}=\left({\frac {\text{Stimmen}}{{\text{Sitze}}+1}}\right)+1}
Im Unterschied zur Hare-Quote verlangt diese nicht, dass alle Präferenzen zur Wahl eines Kandidaten beitragen. Es reicht aus, dass genügend Stimmen zusammenkommen, damit kein anderer noch im Rennen befindlicher Kandidat gewinnen kann. Dadurch bleiben Stimmen im Umfang fast einer ganzen Quote nicht zugeteilt, aber es heißt, dass diese Quote das Wählen vereinfacht und die Auszählung dieser Stimmen das letztliche Ergebnis nicht verändern würde.
Im Spezialfall nur eines zu vergebenden Sitzes reichen dafür 50 % + 1 Stimme.

## Auszählung der Stimmen
Zuteilung (Vorgang A): 
Die Erstpräferenzen werden ausgezählt. Wenn ein oder mehrere Kandidaten mehr Wählerstimmen erhalten als die Quote beträgt, werden sie für gewählt erklärt. Nachdem ein Kandidat gewählt ist, kann er keine weiteren Stimmen erhalten (siehe jedoch eine Modernisierung weiter unten).
Die überschüssigen Stimmen des erfolgreichen Kandidaten werden den Kandidaten zugeteilt, die auf dem Stimmzettel des gewählten Kandidaten den nächsthöheren Platz erhalten haben. Für die Übertragung der überschüssigen Stimmen gibt es verschiedene Methoden (siehe unten).
Vorgang A wird wiederholt, bis es keine weiteren Kandidaten gibt, die die Quote erreicht haben.
Elimination (Vorgang B): 
Der Kandidat mit der geringsten Unterstützung wird eliminiert, seine Stimmen werden auf jene Kandidaten übertragen, die auf den eliminierten Stimmzetteln am nächsthöchsten platzierten waren. Nachdem ein Kandidat eliminiert ist, kann er keine weiteren Stimmen erhalten.
Nach Abschluss jedes Durchlaufs von Vorgang B, beginnt, falls nun Kandidaten gewählt sind, wieder Vorgang A. Dies wird so lange fortgeführt, bis alle Kandidaten entweder gewählt oder eliminiert sind. Vorgang B kann noch nicht wieder aufgenommen werden, solange es noch einen gewählten Kandidaten gibt, dessen überschüssige Stimmen noch übertragen werden müssen.

### Neuzuteilung des Überschusses
Die Stimmen, die ein gewählter Kandidat über die Quote hinaus erhält, bilden einen Überschuss. Damit möglichst wenig Stimmen verschwendet werden, werden diese in den meisten Varianten auf die verbleibenden ungewählten Kandidaten übertragen. Dies geschieht entsprechend der nächsten angegebenen Präferenz. 
Es gibt verschiedene Methoden, um zu entscheiden, welche der Stimmen des Kandidaten übertragen werden sollen. Einige werden für gewöhnlich nur auf den Anfangsüberschuss angewendet, wenn ein ungewählter Kandidat erstmals die Quote überschreitet. Andere werden auch auf nachfolgende Überschüsse angewendet, wenn ein gewählter Kandidat weitere übertragene Stimmen erhält.

#### Zufallsauswahl
Einige der Methoden zur Verteilung des Überschusses beruhen darauf, Stimmen per Zufall auszuwählen. Die Gewährleistung der Zufälligkeit geschieht auf verschiedene Weisen. In vielen Fällen werden alle zu berücksichtigenden Stimmen einfach von Hand gemischt. 
In Cambridge wird jeweils ein Wahlbezirk ausgezählt; dadurch entsteht eine künstliche Reihenfolge der Stimmen. Um zu verhindern, dass alle zu übertragenden Stimmen aus dem gleichen Wahlbezirk ausgewählt werden, wird jeder {\displaystyle n}te Stimmzettel ausgewählt, wobei {\displaystyle {\frac {1}{n}}} der auszuwählende Bruch ist.

### Übertragung nur des Anfangsüberschusses
Angenommen, Andrea hat an einem bestimmten Punkt der Auszählung 190 Stimmen und die Quote beträgt 200. Nun erhält Andrea 30 Stimmen von Bernd übertragen (nachdem Bernd entweder gewählt oder ausgeschieden ist). Das ergibt für Andrea insgesamt 220 Stimmen, d. h. ein Überschuss von 20 Stimmen ist zu übertragen. Aber welche 20 Stimmen sollen übertragen werden?

#### Hare-Methode
Aus den 30 Stimmen, die von Bernd übertragen wurden, werden 20 Stimmen per Zufallsauswahl gezogen. Jede dieser 20 Stimmen wird auf die nächste verfügbare Präferenz übertragen, die nach Andrea auf dem Stimmzettel angegeben ist. Bei einer Auszählung von Papierstimmzettel von Hand ist diese Methode die am einfachsten umzusetzende; sie war 1857 Thomas Hares ursprünglicher Vorschlag. Sie wird in der Republik Irland (außer bei Senats-Wahlen) verwendet. 
Es gibt allerdings keine Garantie dafür, dass die späteren Präferenzen der 30 von Bernd übertragenen Stimmen denen der anderen 190 Stimmen ähneln, die Andrea zuerst erhalten hatte. Daher ist diese Methode potentiell unfair und eröffnet die Möglichkeit taktischen Wählens. Außerdem werden erschöpfte Stimmzettel ausgeschlossen. Wenn also bei mehr als 10 der 30 Stimmen nach Andrea keine weitere Präferenz angegeben ist, können keine 20 Stimmen zur Übertragung ausgewählt werden, so dass einige Stimmen verschwendet werden müssen.

#### Cincinnati-Methode
20 Stimmen werden per Zufallsauswahl aus allen 220 Stimmen gezogen. Dieses Verfahren wird in Cambridge verwendet. (Dort würde jede 11. Stimme (220-200)/220 = 1/11) zur Übertragung gezogen werden. Diese Methode ist mit größerer Wahrscheinlichkeit repräsentativ als Hares Methode und weniger anfällig für zu viele erschöpfte Stimmen. Allerdings gibt es weiterhin ein Element des Zufalls. Dies kann bei einem knappen Wahlausgang entscheidend dafür sein, wer gewinnt. Außerdem muss im Falle einer Neuauszählung der Stimmen sichergestellt werden, dass dabei genau dieselbe Zufallsauswahl verwendet wird. (Das heißt, die Neuauszählung ist nur dazu da, Fehler in der ursprünglichen Auszählung zu prüfen, und nicht dazu, eine erneute Zufallsauswahl zu treffen.)
Wenn ein Kandidat allein mit den Erstpräferenzen die Quote überschreitet, gibt es zwischen Hares Methode und der Cincinnati-Methode keinen Unterschied, denn alle Stimmen des Kandidaten befinden sich im „letzten erhaltenen Stapel“, aus welchem der Hare-Überschuss gezogen wird.

#### Clarke-Methode
Alle 220 Stimmzettel werden entsprechend der nächsten angegebenen Präferenz in getrennte Stapel aufgeteilt. Von jedem Stapel wird ein gleich großer Anteil der Stimmen per Zufallsauswahl gezogen und auf den betreffenden Kandidaten übertragen. 
{\displaystyle {\text{Anteil}}={\frac {\text{Überschuss}}{({\text{Gesamtzahl}}-{\text{erschöpfte}})}}}
Wenn wir in dem Beispiel annehmen, dass auf 40 Stimmzetteln nach Andrea keine weitere Präferenz angegeben ist, beträgt der Anteil {\displaystyle {\frac {20}{220-40}}={\frac {1}{9}}}. Wenn beispielsweise 54 von Andreas 220 Stimmen als nächste Präferenz Bernd angeben, 90 Christian und 36 Doris, dann werden 6, 10 bzw. 4 Stimmen von den entsprechenden drei Stapeln gezogen und auf die entsprechenden Kandidaten übertragen. 
Diese Methode wird in Australien verwendet. Bei nicht ganzzahligen Stimmen wird in Australien abgerundet: Bei einer Aufteilung von 52 : 88 : 40 (also 5,8 : 9,8 : 4,4) würde die Übertragung im Verhältnis 5 : 9 : 4 erfolgen, so dass nur 18 statt 20 Stimmen übertragen werden. Die Anzahl solcher „verlorener“ Stimmen ist immer kleiner als die Anzahl verbleibender Kandidaten; in der Praxis ist das ein sehr kleiner Teil, da die Anzahl der Stimmen viel größer als die Anzahl der Kandidaten ist. 
Die Clarke-Methode verringert das Problem des Zufalls der Cincinnati-Methode, beseitigt es aber nicht.

#### Gregory-Methode / Senats-Regeln
Eine weitere Methode ist sowohl als Senatsregeln (nach ihrer Verwendung für die meisten Sitze bei Wahlen zum Irischen Senat) als auch als Gregory-Methode (nach ihrem Erfinder J. B. Gregory) bekannt. Diese beseitigt jeden Zufall und wendet praktisch Clarkes Methode auch bei allen folgenden Übertragungen an. Statt einen Teil der Stimmen mit vollem Wert zu übertragen, werden alle Stimmen mit einem Teil ihres Wertes übertragen. Der betreffende Anteil ist derselbe wie bei der Clarke-Methode, d. h. in dem Beispiel {\displaystyle {\frac {1}{9}}}. 
Es sei angemerkt, dass ein Teil der insgesamt 220 Stimmen für Andrea bereits aus anteiligen Stimmen aus früheren Übertragungen zusammengesetzt sein kann; z. B. war Bernd vielleicht mit 250 Stimmen gewählt worden, 150 mit Andrea als nächster Präferenz, so dass die Übertragung von 30 Stimmen eigentlich 150 Stimmen mit einem Wert von jeweils {\displaystyle {\frac {1}{5}}} war. In diesem Fall würden diese 150 Stimmen jetzt mit einem kombinierten Anteilswert von {\displaystyle {\frac {1}{5}}\times {\frac {1}{9}}={\frac {1}{45}}} erneut übertragen. In der Praxis würde der übertragene Wert einer Stimme normalerweise nicht als gemeiner Bruch, sondern als Dezimalbruch mit zwei oder drei Nachkommastellen angegeben werden. Um die Auszählung der Stimmen zu vereinfachen, kann man den ursprünglichen Stimmen einen Zahlenwert von 100 oder 1000 geben, um dann mit ganzen Zahlen arbeiten zu können.
Kombinierte Brüche zu berechnen ist arbeitsintensiv. Daher wird diese Methode in Irland nur für den Senat verwendet, bei dem nur etwa 1500 Ratsleute wahlberechtigt sind. In Nordirland wird diese Methode allerdings seit 1973 bei allen STV-Wahlen verwendet; dabei finden bis zu 7 Übertragungen (in Local Councils mit 8 Sitzen) statt, und bis zu 700.000 Stimmen werden gezählt (bei der Europawahl mit 3 Sitzen).

### Übertragung auch späterer Überschüsse
Alle obigen Methoden gelten nur für die Übertragung eines ursprünglichen Überschusses, wenn ein zunächst noch nicht gewählter Kandidat die Quote an Stimmen zum ersten Mal während der Zählung überschreitet. Eine ähnliche Frage stellt sich da, wo Stimmen zu übertragen sind und die als Nächstes angegebene Präferenz auf einen bereits gewählten Kandidaten lautet. Die übliche Praxis bestand immer darin, diese Präferenz zu ignorieren und die Stimmen stattdessen auf den nächsten noch nicht gewählten (und nicht eliminierten) Kandidaten zu übertragen. Das läuft auf Hares Methode hinaus und leidet unter all den Unzulänglichkeiten dieser Methode.
Im Prinzip wäre es möglich, eine der anderen Methoden anzuwenden. Nehmen wir an, die bereits gewählte Andrea erhält 20 Übertragungen vom frisch gewählten Bernd zusätzlich zu der Quote von 200 zuvor einbehaltenen: Bei der Cincinnati-Methode würde man alle 220 Stimmen von Andrea mischen und per Zufallsauswahl 20 Stimmen zur Übertragung auswählen. Das Problem dabei ist, dass einige dieser 20 Stimmen wieder Rückübertragungen von Andrea an Bernd beinhalten und damit eine Rekursion erzeugen. Das ist unsauber. Im Fall der Senats-Regeln wäre es eine unendliche Rekursion, da bei jedem Schritt alle Stimmen übertragen werden und immer kleinere Bruchteile entstehen.

#### Meek-Methode
1969 entwarf Brian L. Meek ein Zählverfahren, das auf der Gregory-Methode (Senatsregeln) beruht. Wie dort werden Stimmenbruchteile übertragen. Allerdings werden Kandidaten, die bereits gewählt sind, bei der weiteren Auszählung nicht übersprungen, sondern können durch Übertragungen weitere Stimmen erhalten. Der dabei auftretende erneute Überschuss muss allerdings wieder verteilt werden, damit jeder gewählte Kandidat letztendlich nicht mehr Stimmen hat als die Quote beträgt. Dies geschieht dadurch, dass der Bruchteil, den ein Kandidat von jeder erhaltenen Stimme (und auch von jedem erhaltenen Stimmenbruchteil) behält, reduziert wird. Dieser zu behaltende Bruchteil wird Behaltewert genannt. Er wird jedes Mal, wenn der Kandidat wieder Stimmen übertragen erhält, weiter reduziert. Der Behaltewert der Kandidaten wird jedes Mal so reduziert, dass sie wieder nur eine ganze Quote an Stimmen haben.
Da durch Übertragungen und Rückübertragungen von (in jeder weiteren Runde geringeren) Stimmenbruchteilen eine unendliche Rekursion entsteht, verwendet Meeks Methode ein iteratives Näherungsverfahren, das die Übertragungen fortsetzt, bis der zu übertragende Stimmenanteil verschwindend gering ist, z. B. ein Millionstel. Dieses Verfahren wäre bei einer manuellen Zählung extrem aufwändig, da in jedem Durchgang alle Stimmzettel erneut ausgewertet und Übertragungen vollzogen werden müssen.
Daher erfordert die Meek-Methode eine Zählung der Stimmen per Computer, auch wenn die Stimmabgabe auf Papier erfolgt. Ist jedoch einmal berechnet, welchen Anteil die jeweiligen Kandidaten von jeder Stimme behalten, können die Ergebnisse auch anhand von Papierstimmzetteln überprüft werden. (Man kann sich das wie ein Gleichungssystem mit vielen Variablen vorstellen. Die Berechnung der Variablen ist aufwendig. Sind sie aber einmal berechnet, kann die Richtigkeit relativ leicht überprüft werden, indem die Variablen in die Gleichungen eingesetzt werden.)
Ein Kandidat, der die Quote noch nicht erreicht hat, aber noch im Rennen ist, hat stets den Behaltewert 1. Seine Stimmen werden bis jetzt voll gezählt. Überschreitet der Kandidat im weiteren Verlauf der Zählung die Quote, so sinkt der Behaltewert auf weniger als 1.
Wenn ein Kandidat zu wenig Stimmen hat und daher gestrichen wird, wird sein Behaltewert auf 0 gesetzt. Dementsprechend wird die jeweilige Stimme voll auf die nächste Präferenz übertragen. Wenn ein Kandidat gestrichen wird, verhält sich die Zählung so, als wäre er nie angetreten (außer dass kein anderer bereits zuvor gestrichener Kandidat wiederbelebt werden kann).
Allgemein gilt: Der Anteil der Stimme, der nicht behalten wird, wird übertragen.
{\displaystyle {\text{Übertragungswert}}=1-{\text{Behaltewert}}}
Wenn ein Kandidat gewählt ist, werden also alle für ihn abgegebenen Stimmen mit dem Behaltewert gewichtet, und der Restbetrag des Stimmenwertes wird anteilmäßig an die nachfolgende Präferenzen weitergegeben, von denen jede auch jeweils nur den Anteil behält, der ihrem Behaltewert entspricht und den verbleibenden Rest wieder an die nächste Präferenz weiterreicht.
Wenn Stimmen nicht weiter übertragen werden können, weil keine weiteren Präferenzen angegeben wurden, wird die Quote neuberechnet. Meeks Methode ist die einzige, bei der die Quote mitten im Verfahren geändert wird. Die Quote errechnet sich folgendermaßen
{\displaystyle {\text{Quote}}_{\text{Meek}}={\frac {{\text{gültige Stimmen}}-{\text{nicht mehr übertragbare Stimmen}}}{{\text{Sitze}}+1}}}
Sie ist damit eine Variation der Droop-Quote. Die Neuberechnung hat zur Folge, dass auch der Behaltewert (das „Gewicht“) jedes Kandidaten verändert wird.
Dieser Vorgang wird wiederholt, bis der Stimmenwert aller gewählten Kandidaten nahezu der Quote entspricht (innerhalb einer sehr geringen Spanne liegt, d. h. zwischen 0,99999 und 1,00001 einer Quote).
Bei der Meek-Methode werden alle Überschüsse gleichzeitig übertragen, statt in einer bestimmten Reihenfolge. Die Überschüsse stammen mit dem entsprechenden Anteil von allen Stimmzetteln, nicht nur von den bei der vorigen Übertragung erhaltenen.
Die Meek-Methode gilt als dasjenige STV-Verfahren, das die Grundsätze der STV am besten verwirklicht. Sie wird derzeit bei einigen Kommunalwahlen in Neuseeland verwendet.

#### Warren-Methode
Warrens Methode ähnelt Meeks Methode. Allerdings werden hier die behaltenen Stimmenbruchteile nicht multipliziert, sondern addiert.

## Beispiel
Angenommen, wir führen eine STV-Wahl durch, verwenden dabei die Droop-Quote, haben 2 zu besetzende Sitze und 4 Kandidaten: Andrea, Bernd, Christian und Doris. Nehmen wir weiter an, dass 57 Wähler teilnehmen, die auf ihren Stimmzetteln folgende Präferenzrangfolgen angeben, die vielen anderen möglichen Reihenfolgen kommen nicht vor.
|    | 16 Stimmen | 24 Stimmen | 17 Stimmen |
| 1. | Andrea     | Andrea     | Doris      |
| 2. | Bernd      | Christian  | Andrea     |
| 3. | Christian  | Bernd      | Bernd      |
| 4. | Doris      | Doris      | Christian  |

Die Droop-Quote und damit die Hürde beträgt:
{\displaystyle \left({\frac {57}{2+1}}\right)+1=20}
Die Hare-Quote betrüge:
{\displaystyle \left({\frac {57}{2}}\right)=28{\frac {1}{2}}}
In der ersten Runde erhält Andrea 40 Stimmen und Doris 17. Andrea ist gewählt und hat 20 überschüssige Stimmen. Diese überschüssigen Stimmen werden anteilig auf ihre Zweitpräferenzen verteilt. So gehen 12 der zu übertragenden Stimmen an Christian und 8 an Bernd.
{\displaystyle {\frac {16}{40}}\times 20=8}
{\displaystyle {\frac {24}{40}}\times 20=12}
Da keiner der verbleibenden Kandidaten die Quote erreicht, wird Bernd, der Kandidat mit den wenigsten Stimmen, eliminiert. All seine Stimmen weisen Christian als nächstplatzierte Präferenz auf und werden nun auf Christian übertragen. Christian erhält damit 20 Stimmen und ist gewählt; er besetzt den zweiten Sitz.
|           | Runde 1 | Runde 2 | Runde 3 |                          |
| Andrea    | 40      | 20      | 20      | Gewählt in Runde 1       |
| Bernd     | 0       | 8       | 0       | Ausgeschieden in Runde 2 |
| Christian | 0       | 12      | 20      | Gewählt in Runde 3       |
| Doris     | 17      | 17      | 17      | Geschlagen in Runde 3    |
| Summe     | 57      | 57      | 57      |                          |